# Liste des métropolites de Moldavie et de Bucovine

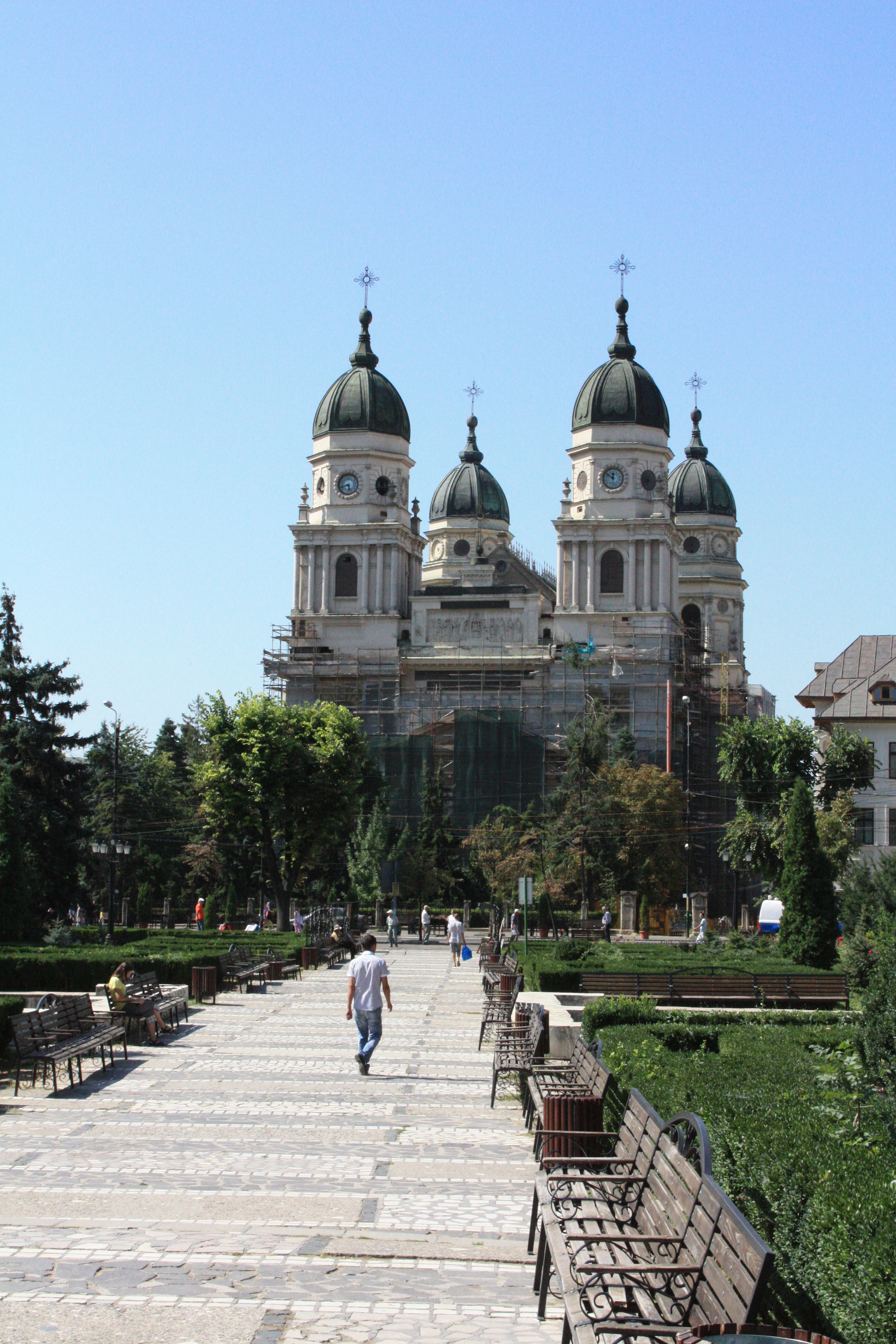
Cathédrale métropolitaine de Iași

Liste des métropolites de Moldavie et de Bucovine.

## Origine
Les métropolites de Moldavie dont le siège a été créé à l'initiative des princes de Moldavie vers 1386 mais définitivement reconnus par le patriarche de Constantinople Mathieu Ier qu'en 1401/1402 au début du règne d'Alexandru cel Bun. L'Union de Florence est respectée en Moldavie jusqu'en 1453 lorsque le métropolite grec Joachim est chassé.
Ils portent désormais le titre d’archevêque de Iași et de « métropolite de Moldavie de Suceava », en (roumain) : « Mitropolit al Moldovei și Sucevei ».

## Liste des métropolites
- vers 1386 Teodosie[1].
- 1387-1401 Jérémie[2].
- 1401/1402 après 1406 Iosif[3].
- 1436 1447 Damien ;
- 1447 1452 Joachim, chassé ;
- 1453 1477 Teoctist Ier
- 1477 1508 Gheorghe Ier de Neamtu
- 1509 1528 Teoctist II
- 1528 1530 Calistrat
- 1530 1546 Teofan Ier
- 1546 1551 Grigorie Ier Rosca
- 1551 1552 Gheorghe II de Bistrita
- 1552 1564 Grigorie II de la Neamț
- 1564 1572 Teofan II
- 1572 1577 Atanasie
- 1578-1579 Teofan II (rétabli)
- 1579-1582 vacance
- 1582 1588 Teofan II (rétabli)
- 1588 1591 Gheorghe III Movilă
- 1591 1594 Nicanor
- 1595-1600 Gheorghe III Movilă (rétabli)
- 1600-1601 vacance
- 1601-1605 Gheorghe III Movilă (rétabli)
- 1605-1608 Teodosie Barbovschi
- 1608 1629 Atanasie Ier Crimca
- 1629-1632 Anastasie II
- 1632 1653 Varlaam
- 1653 1659 Ghedeon
- 1659 1666 Sava
- Vacance
- 1670 1671 Ghedeon (rétabli)
- 1671 1674 Dosoftei
- Vacance
- 1675 1686 Dosoftei (rétabli)
- 1686 1689 Calistrat Vartic
- 1689 1701 Sava de la Roman
- Vacance
- 1708 1722 Ghedeon
- 1722 1730 Gheorghe IV
- 1730 1740 Antonie
- 1740 1750 Nechifor
- 1750-1760 Iacob Putneanul
- 1761 1786 Gavriil Callimachi
- 1786 1788 Leon Gheucă
- 1788 1792 Ambrozie Serebrenicov
- 1792 1803 Iacob Stamati
- 1803 1842 Veniamin Costache
- 1842-1846 vacance
- 1851 1860 Sofronie Miclescu
- 1865 1875 Calinic Miclescu
- 1875 1902 Iosif Maniescu
- 1902 1908 Partenie Clinceni
- 1909 1934 Pimen Georgescu
- 1934 1939 Nicodim Munteanu
- 1939 1947 Irineu Mihalcescu
- 1947 1948 Justinian Marina
- 1948-1950 : Vacant.
- 1950 1956 Sebastian Rusan
- 1957 1977 Justin Moisescu
- 1977 1986 Teoctist Arăpașu
- 1986-1990 : Vacant
- 1990 2007 Daniel Ciobotea
- depuis 2008 : Teofan Savu

## Autre article
- Liste des primats de l'Église orthodoxe roumaine

## Sources
- Vitalien Laurent « Aux origines de l'Église moldave : Le métropolite Jérémie et l'évêque Joseph ». In: Revue des études byzantines, tome 5, 1947. p.  158-170.